# پال یونگر ویت
پال یونگر ویت (انگلیسی: Paul Junger Witt؛ زادهٔ ۲۰ مارس ۱۹۴۳ - درگذشته ۲۷ آوریل ۲۰۱۸) تهیه‌کننده فیلم اهل ایالات متحده آمریکا بود. وی دانش‌آموختهٔ دانشگاه ویرجینیا بود.
از فیلم‌ها یا مجموعه‌های تلویزیونی که وی در آن‌ها نقش داشته‌است، می‌توان به خانواده پارتریج (۱۹۷۰ تا ۱۹۷۴)، انجمن شاعران مرده (۱۹۸۹)، بی‌خوابی (۱۹۹۷)، سه پادشاه (۱۹۹۹)، تحلیل نهایی (۱۹۹۲)، یک زندگی بهتر (۲۰۱۱) اشاره نمود.

## جوایز و افتخارات
- نامزد جایزه اسکار بهترین فیلم (۱۹۹۰)
- برنده جایزه بفتای بهترین فیلم (۱۹۹۰)
- نامزد جایزه تمشک طلایی بدترین فیلم (۱۹۹۲)